# Kłodnica (Fluss)
Die Kłodnica (deutsch Klodnitz) ist ein rechter Zufluss zur Oder. Sie entspringt in Oberschlesien nahe Murcki (Emanuelssegen), einem Stadtteil von Katowice.
Sie ist etwa 76 Kilometer lang und fließt in nordwestliche Richtung. Auf ihrem Lauf durchfließt sie ausgedehnte Waldgebiete.
An der Kłodnica befinden sich die Städte Gliwice (Gleiwitz), Ujazd (Ujest) und Kędzierzyn-Koźle. Südlich der Stadt Koźle (Cosel) mündet sie in die Oder.
Im Tal der Kłodnica verlief der von 1792 bis 1812 erbaute Klodnitzkanal, der durch den von 1934 bis 1939 ausgebauten Kanal Gliwice ersetzt wurde.